# Halte de Saint-Lô-d'Ourville
La halte de Saint-Lô-d'Ourville était une halte ferroviaire française de la ligne de Carentan à Carteret, située sur le territoire de la commune de Saint-Lô-d'Ourville, dans le département de la Manche en région Normandie. 

## Situation ferroviaire
Établie à 18 m d'altitude, la halte de Saint-Lô-d'Ourville était située au point kilométrique (PK) 345,736 de la ligne de Carentan à Carteret, entre la halte de Denneville et la gare de Port-Bail.